# Багренці
Багре́нці (болг. Багренци) — село в Кюстендильській області Болгарії. Входить до складу общини Кюстендил.

## Населення
За даними перепису населення 2011 року у селі проживали 675 осіб, з них 657 осіб (99,7%) — болгари.
Розподіл населення за віком у 2011 році:
Динаміка населення: